# Kyselina palmitoolejová
Kyselina palmitoolejová (systematický název (9Z)-hexadec-9-enová kyselina) je mononenasycená mastná kyselina, která je běžnou složkou triglyceridů v lidské tukové tkáni, ve vysokých koncentracích je přítomna v játrech. Její biosyntézu z kyseliny palmitové katalyzuje enzym delta-9-desaturáza.
Bylo zjištěno, že kyselina palmitoolejová zvyšuje citlivost organismu na inzulin díky potlačení zánětu a zabránění ničení beta buněk ve slinivce břišní.

## Výskyt
Kyselina palmitoolejová (zkracovaná jako 16:1Δ9) se vyskytuje v mateřském mléku a v některých rostlinných olejích. Významněji je zastoupena v  makadamiovém a rakytníkovém oleji, které obsahují 17, resp. 19–29 % této kyseliny.